# Пустолов пред вратима
Пустолов пред вратима је југословенски и српскохрватски филм који су режирали Иван Брајдић, Шиме Шиматовић и Зорислав Угљен, по драми Милана Беговића. Филм је снимљен 1961. године у продукцији Јадран филма.

## Кратак садржај
Млада Агнеза лечи се од психичког поремећаја у болници, не разликујући сан од јаве.
Она добија љубавна писма од потпуног незнанца, за којег она мисли да може бити љубав њеног живота, а њен супруг тим писмима не придаје велики значај.
Супругов рођак Агнези изјављује љубав, па она помисли да је можда он аутор писама које јој стижу, међутим то се не испостави тачно.

## Улоге
| Глумац            | Улога                                  |
| ----------------- | -------------------------------------- |
| Ана Карић         | Агнеза                                 |
| Борис Бузанчић    | Женскарош                              |
| Зоран Ристановић  | Агнезин муж                            |
| Емил Кутијаро     | „Смрт”                                 |
| Јелена Жигон      | Госпођа Рубрицијус                     |
| Божена Краљева    | Медицинска сестра                      |
| Јанез Врховец     | Лекар у установи                       |
| Ервина Драгман    | Кућна помоћница Лиза                   |
| Аугуст Цилић      | Заступник фирме за надгробне споменике |
| Јурица Дијаковић  | Шармер из ноћног бара                  |
| Вања Драх         | Подводник у возу                       |
| Неда Енгелсфелд   | Гошћа на забави                        |
| Фрањо Фрук        | Гост на забави                         |
| Дубравка Гал      | Гошћа на забави                        |
| Мерлена Јамбрес   | Гошћа на забави                        |
| Сима Јанићијевић  | Кућни лекар                            |
| Анка Јелачић      | Путница у возу                         |
| Рудолф Кукић      | Гост на забави                         |
| Људевит Лончар    | Композитор                             |
| Јосип Мароти      | Гост на забави                         |
| Јозо Мартинчевић  | „Смрт 2”                               |
| Антун Налис       | Официр                                 |
| Јасна Новак       | Гошћа на забави                        |
| Круно Квин        | Плесач                                 |
| Дуња Рајтер       | Кристина                               |
| Иво Рибаревић     | Писмоноша                              |
| Боривој Шембера   | Гост на забави                         |
| Бранка Стрмац     | Гошћа на забави                        |
| Тито Строци       | Професор                               |
| Сенка Велетанлић  | Певачица                               |
| Златко Црнковић   |                                        |
| Невенка Стипанчић |                                        |

Комплетна филмска екипа  ▼
| Редитељ                   | Шиме Шиматовић       |                                         |
| Сценариста                | Милан Беговић        |                                         |
| Сценариста                | Иван Брајдић         | (ко-сценариста)                         |
| Сценариста                | Шиме Шиматовић       | (адаптација)                            |
| Сценариста                | Зорислав Угљен       | (ко-сценариста)                         |
| Композитор                | Борис Папандопуло    |                                         |
| Директор фотографије      | Бранко Блажина       |                                         |
| Монтажер                  | Блаженка Јенчик      |                                         |
| Сценограф                 | Владимир Тадеј       |                                         |
| Уметнички директор        | Бранко Хундић        |                                         |
| Костимограф               | Јагода Буић          |                                         |
| Одсек за шминку           | Лојзика Гал          | шминкерка                               |
| Одсек за шминку           | Мирко Мачкић         | шминкер                                 |
| Менаџер продукције        | Иво Балтић           | помоћник организатора (као Иван Балтић) |
| Менаџер продукције        | Јосип Лулић          | директор филма                          |
| Менаџер продукције        | Бошко Мартиновић     | вођа снимања                            |
| Помоћник режије           | Бранко Мајер         | први помоћник редитеља                  |
| Помоћник режије           | Никша Стефанини      | други помоћник редитеља                 |
| Уметнички одсек           | Доминик Балтић       | сценски реквизитер                      |
| Уметнички одсек           | Павле Хофман         | сценски реквизитер                      |
| Одсек за звук             | Федор Јелер          | тон мајстор                             |
| Одсек за камеру и расвету | Вјенчеслав Орешковић | пратилац камере                         |
| Одсек за камеру и расвету | Владо Ростохар       | пратилац камере                         |
| Одсек за камеру и расвету | Анте Сорић           | фотограф                                |
| Одсек за камеру и расвету | Илија Вукас          | сниматељ                                |
| Одсек за камеру и расвету | Фрањо Жагар          | вођа расвете                            |
| Одсек за камеру и расвету | Жељко Зерјав         | сценски мајстор                         |
| Одсек за костим           | Марко Церовац        | набављач                                |
| Одсек за костим           | Милица Чевид         | гардеробер                              |
| Одсек за костим           | Људевит Халопир      | гардеробер                              |
| Одсек за костим           | Љубица Плеић         |                                         |
| Одсек за монтажу          | Нада Јелер           | асистент монтажера                      |
| Музички одсек             | Теа Бруншмид         | музички уредник                         |
| Музички одсек             | Стјепан Михаљинец    | композитор: тематска музика             |
| Музички одсек             | Борис Папандопуло    | диригент                                |
| Музички одсек             | Сенка Велетанлић     | певач: „Свитање”                        |
| Остала екипа              | Лила Андрес          | секретар режије                         |
| Остала екипа              | Звонимир Блечић      | секретар продукције                     |